# Praia de Santa Mónica
Praia de Santa Mónica é uma praia situada no extremo sudoeste da Ilha da Boa Vista, em Cabo Verde.
É considerada uma praia de grande beleza, de cortar a respiração, apresentando um areal muito extenso, muito exposto e sem quaisquer sombras, e uma atmosfera quase selvagem, resultante do seu isolamento. O seu areal estende-se por cerca de 18 km.
Antigamente, esta praia era conhecida por Porto Português, em virtude de ter sido este o primeiro local de desembarque dos portugueses na Ilha da Boavista.
A praia é também um sítio importante de desova de tartarugas, sendo considerada uma zona protegida.
Atualmente, a inexistência de ligação rodoviária torna difícil o acesso à praia, promovendo o seu isolamento e contribuindo para a sua atmosfera selvagem quase intocada. Existem, no entanto, planos de, num futuro próximo, se construírem empreendimentos turísticos nas suas imediações.